# Archicofradía del Sepulcro (Almuñécar)
La Primitiva Archicofradía de la Santa Vera Cruz y Real Hermandad del Santo Entierro es el resultado de la fusión en 2013 de la Primitiva Archicofradía de la Santa Vera Cruz (1600) y la Real Hermandad del Santo Entierro (1956). Cofradía oficial de la Semana Santa en Almuñécar (Granada), hace estación de penitencia el Viernes Santo desde su Sede Canónica en la parroquia de la Encarnación.  

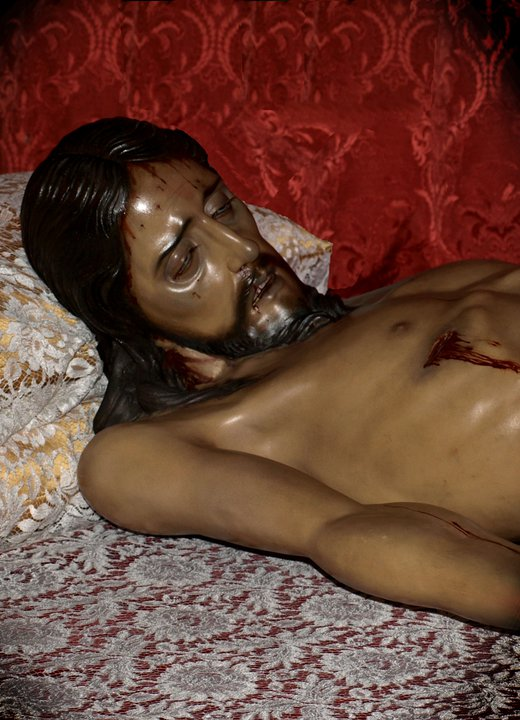
Cristo Yacente del Santo Entierro

## Historia

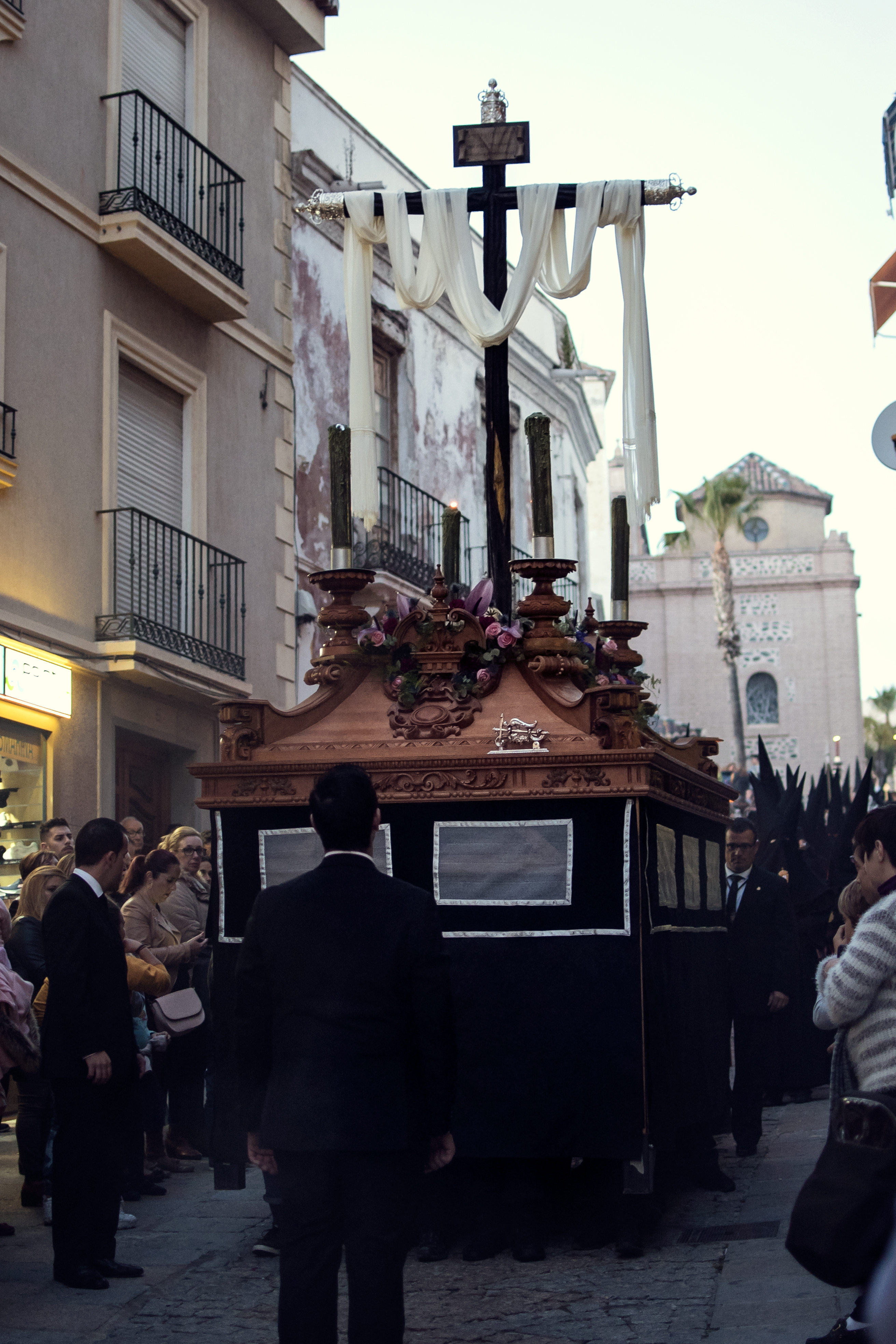
Santa Vera Cruz

Las primeras Cofradías de Semana Santa se fundan al amparo de la Santa Vera Cruz, símbolo de la cristiandad, y como no podía ser de otra manera así ocurre también en Almuñécar. Las primeras reglas de la "Cofradía de la Santa Vera Cruz" de Almuñécar datan de 1600, siendo la Cofradía decana de la Semana Santa sexitana y erigida canónicamente en el antiguo Convento de Ntra. Sra. de la Victoria de la Orden de Mínimos.
En 1658 la "Cofradía de la Santa Vera Cruz" pasa a ser Archicofradía al agregar en su seno a la "Hermandad de Jesús Nazareno". Las siguientes referencias que encontramos nos llevan a 1769, cuando en un informe parroquial se citan las Cofradías de Almuñécar, entre las que se nombra a la "Cofradía de Ntra. Sra. del Rosario y Santa Vera Cruz", encargada de organizar las tres procesiones de Semana Santa en Jueves y Viernes Santo.
En 1835 se elabora un inventario del Convento de Mínimos, donde se hace la siguiente referencia: “Capilla de Ntra. Sra. de los Dolores: esta capilla y las que siguen del Rosario y Jesús Nazareno con cuantos enseres y alhajas en ellas se contienen, son exclusivamente de las Reales y Venerables Hermandades que se veneran bajo el título de Jesús, María, Santa Vera Cruz y Virgen del Rosario."
Durante la Guerra Civil se destruyen las Imágenes de Semana Santa de Almuñécar (excepto la Virgen de los Dolores que pudo ser salvada), y tras la contienda se inicia un proceso de recuperación de la Semana Mayor en el que recibimos nuevas Imágenes en la ciudad. De este modo, llega en los años 40 la talla del Cristo yacente, obra del imaginero granadino D. Domingo Sánchez Mesa, uno de los escultores e imagineros más destacados de la Escuela Granadina contemporánea, que se inspira en el Cristo de la Misericordia (Silencio) de Granada para tallar la Imagen. Una de sus peculiaridades era la articulación de sus brazos para poder representar la crucifixión, descendimiento y sepultura de Cristo en un acto llamado del "Desenclavamiento", que se realizó durante los años 40. Esta característica la perdió en una restauración llevada a cabo por Francisco Marín en los años 90, debido al mal estado de la talla. También realizó Sánchez Mesa la urna, de estilo clásico en madera de caoba y cristal con elementos simbólicos dorados.
En 1956 se funda la "Cofradía del Santo Entierro", ya que hasta entonces la procesión había sido organizada por los propios feligreses. Entre los fundadores se encuentran D. Francisco Tallón García, Párroco; D. Miguel Ruiz García, Hermano Mayor; D. Antonio Contreras Merino, Secretario; y Dª Francisca Ruiz Liranzo, Camarera Mayor vitalicia. Esta Cofradía se encarga también de procesionar la Vera Cruz, y en 1972, tras una década sin hacerlo, la Agrupación de Cofradías toma la iniciativa de recuperar este misterio de la Semana Santa sexitana.
En la década de los 70 la Semana Santa de Almuñécar experimenta un declive generalizado que afecta especialmente a nuestra Cofradía, que se ve forzada a realizar la procesión con el Cristo Yacente sobre una carroza ante la falta de horquilleros. En 1974, gracias a D. José Herrera como Hermano Mayor y un grupo de feligreses, se consigue dar gran brillantez a la procesión del Santo Entierro y dotar a la Cofradía de una cuadrilla propia.
La Cofradía inicia un proceso de renovación en 2009 con D. Alberto Herrera Jerónimo al frente. Ese mismo año se celebran los primeros Cultos en honor del Cristo Yacente y se empieza a adquirir enseres y diverso patrimonio del que carecía, del que hoy destaca la colección del Arma Christi. Se adquiere un nuevo  paso para la Santa Vera Cruz y un nuevo trono para el Santo Entierro (que aún se está realizando), se organiza un cortejo mucho más completo y se cambia su impronta, aportándole más solemnidad y seriedad, apagando las luces en diversos momentos del recorrido y siendo acompañados por música de capilla, más acorde con la idiosincrasia que se establece.
En 2012, la Cofradía del Santo Entierro recuperó en su seno a la Archicofradía de la Santa Vera Cruz, conformándose así la actual Corporación de Penitencia, que ostenta los títulos de Primitiva (por ser la de la Santa Vera Cruz la Cofradía decana de la Semana Santa sexitana), Excelentísima (por ser el Ayuntamiento de la Ciudad Hermano Mayor Honorario), Real (por ser su Majestad el Rey Don Juan Carlos I Hermano Mayor Honorario), e Ilustrísima o Muy ilustre (otorgado por su Señoría Ilustrísima D. Antonio Miguel Vallejo Jiménez, Magistrado-Juez y hermano de la Hermandad).
En 2013 se incorpora una nueva Imagen de la Santa Vera Cruz tallada por Fernando Murciano, siendo el primer paso portado a costal en nuestro pueblo ese mismo año. Anteriormente, la Vera Cruz había tenido una cuadrilla propia de mujeres y posteriormente de jóvenes.
Esta Archicofradía mantiene muy estrechas relaciones con la Cofradía de las Santas Verónica y María Magdalena y la Cofradía de Ntra. Sra. de los Dolores, ya que nos acompañan en la procesión del Santo Entierro cada Viernes Santo, noche en que se produce uno de los momentos más especiales de la Semana Santa de Almuñécar: la bendición de la Virgen de los Dolores al pueblo, al campo y al mar en diversos puntos del recorrido.

## Sagrados Titulares

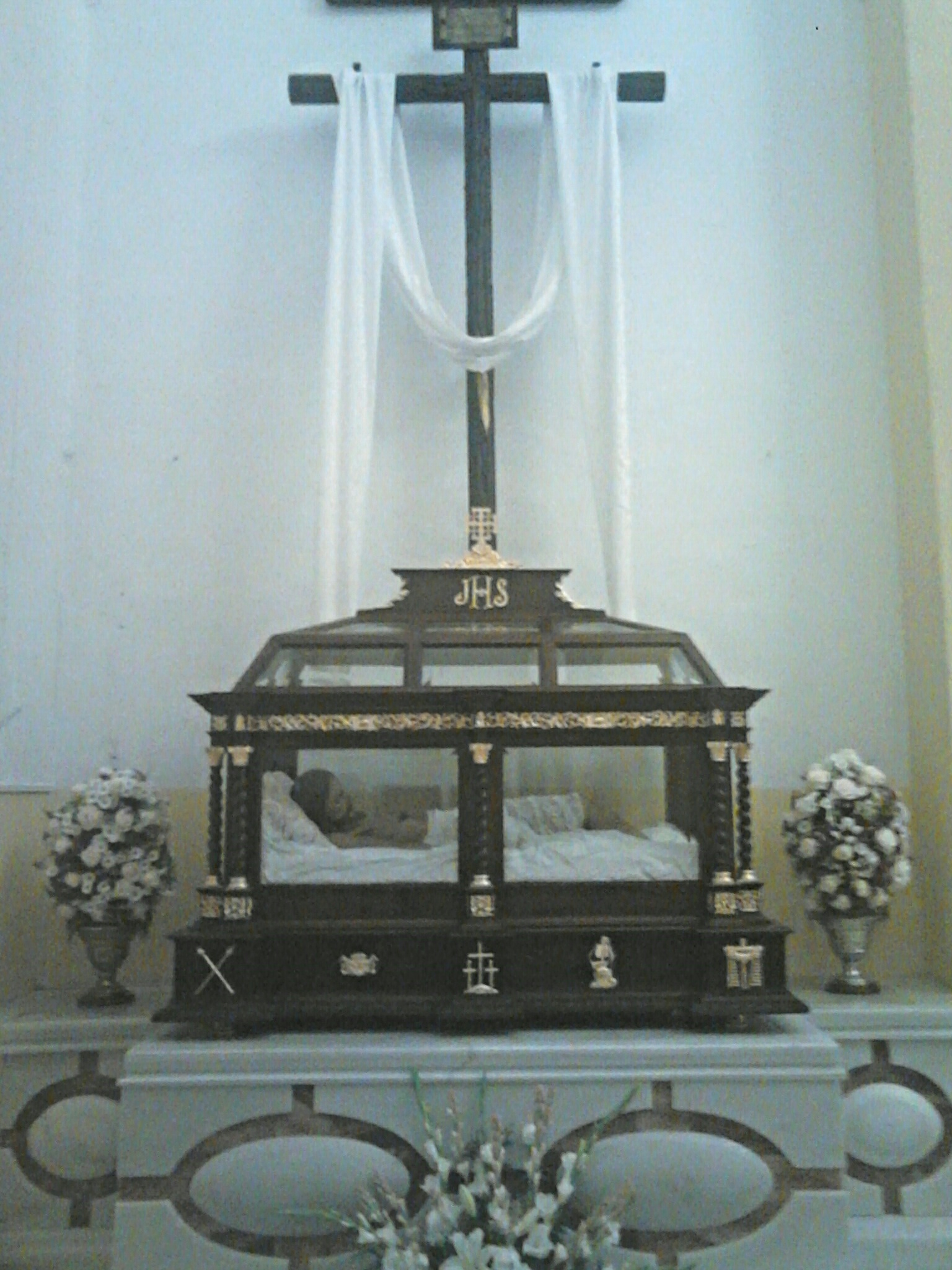
Altar de la Santa Vera Cruz y el Santo Entierro a la izquierda del Altar Mayor en la parroquia de la Encarnación

- Santa Vera Cruz: La actual imagen de la Santa Vera Cruz es una cruz arbórea incorporada a la Archicofradía en 2013, obra del imaginero Fernando Murciano, que vino a sustituir a la cruz que estuvo procesionando desde la posguerra. Sobre la Cruz un sudario blanco y la inscripción INRI en hebreo, latín y griego en la parte superior: “IESVS NAZARENVS REX IVDAEORVM”, la cual se traduce al español como: “Jesús de Nazaret, rey de los judíos”. El sudario blanco con el que fue recogido el cuerpo de Cristo la viste durante todo el año, recordando el momento de su descendimiento y Santo Entierro.

- Cristo Yacente: La Imagen del Cristo Yacente es obra del imaginero granadino D. Domingo Sánchez Mesa (1946) y está inspirada en la escuela de los Mora siendo de estilo realista. Representa a Cristo muerto, tumbado, con los brazos a lo largo del cuerpo, la pierna derecha ligeramente curvada y la cabeza levantada. Su rostro refleja el dolor sufrido. La talla del Santo Entierro es un caso común en la imaginería de la posguerra española (siglo XX), caracterizada por escasos recursos económicos y cierta seriación en los modelos. La enorme demanda de imágenes obligaba a recurrir frecuentemete a modelos de los grandes maestros del Barroco, cuya aceptación popular hará que Sánchez Mesa realice una serie de versiones del Crucificado de la Misericordia que talló en 1690 el maestro José de Mora, entre las que se encuentra la Imagen de Almuñécar.

El Cristo era articulado para poder representar el descendimiento de la Cruz de Ntro. Señor, pero en los años 90 fue restaurado por Francisco Marín perdiendo dicha característica. Está inspirado en el Cristo de la Misericordia (Silencio) de Granada.

## Cultos y actividades

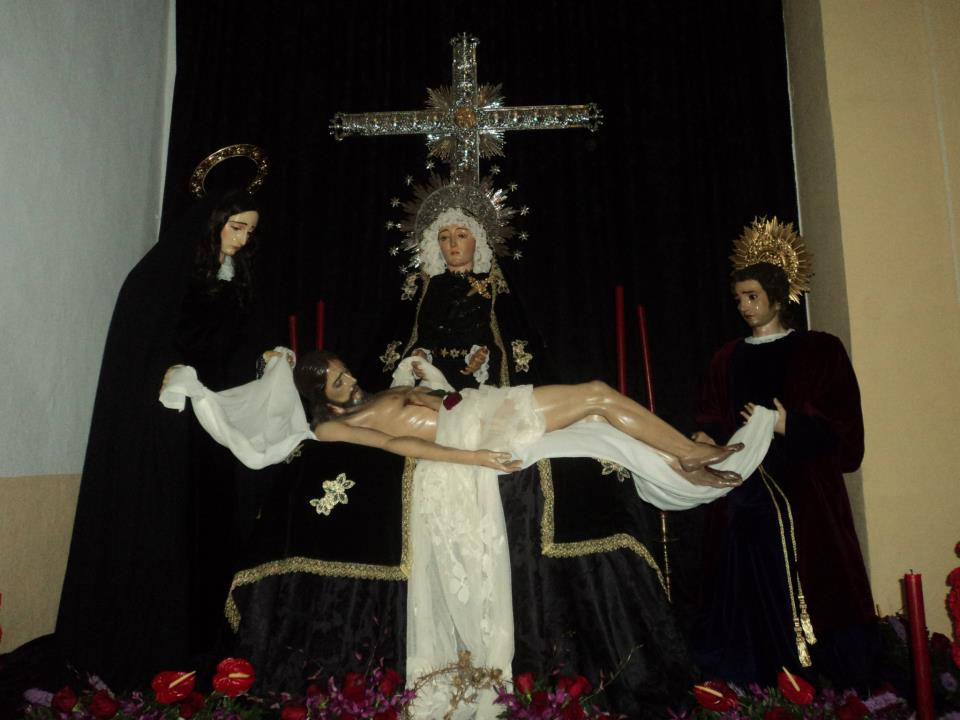
Altar de Cultos al Santo Entierro en 2011. Las otras Imágenes se corresponden con Santa Verónica, San Juan y Ntra. Sra. de los Dolores. Imágenes que acompañan al Sepulcro en la procesión del Viernes Santo excepto San Juan, que lo hacía antiguamente.

- Cultos en honor de la Santa Vera Cruz
  - Exaltación de la Santa Cruz, 14 de septiembre. Exposición del Santísimo a partir de las 18:00h y Eucaristía a las 20:00h.
- Cultos en honor del Cristo Yacente
  - Solemne Triduo coincidiendo con la festividad de los Fieles Difuntos (primer fin de semana de noviembre). Rezo del Santo Rosario a las 18:30h y Eucaristía a las 19:00h.
  - Devoto Besapiés del Cristo Yacente: último día de Triduo tras la Santa Misa.
  - Veneración del Santo Sepulcro: Sábado Santo de la Sepultura del Señor, de 10:00h a 13:00h.
- Actividades
  - Cruz de Mayo
  - Feria de Día
  - Equipo de Fútbol del Mundialito Cofrade
  - Convivencias de hermandad
  - Colonias "Sagrado Corazón"
  - Escuela de Formación "Padre Cervilla"
  - Obra Social "San José"

## Estación de Penitencia
Este desfile procesional tiene singular belleza y recogimiento, siendo su idiosincrasia el silencio y el respeto con que el pueblo de Dios acoge su paso por las calles del casco histórico de la ciudad de Almuñécar. Esta procesión del Santo Entierro es la Oficial de la Semana Santa sexitana, asistiendo a la misma la corporación municipal en pleno y demás autoridades locales, tanto eclesiásticas como civiles. Desde la Semana Santa de 2011, la Procesión del Santo Entierro discurre por las calles de la ciudad de Almuñécar en completa oscuridad y silencio.
A la Santa Vera Cruz y al Santo Entierro le acompañan también María Magdalena de la Cofradía del Santísimo Cristo del Perdón y Santas Verónica y María Magdalena y Nuestra Señora de los Dolores de la Cofradía de Nuestra Señora Virgen de los Dolores. Antiguamente lo hacía también San Juan de la Venerable y Antigua Cofradía de Penitencia del Stmo. Cristo de la Buena Muerte, María Stma. de la Amargura y San Juan Evangelista
Durante esta procesión se realizan las tradicionales bendiciones de la Virgen de los Dolores. La primera al campo, en la carrera de la Concepción. La segunda al mar, en el paseo del Altillo. Y la tercera al pueblo de Almuñécar  en la Puerta de Granada durante el encierro.
La Santa Vera Cruz es llevada desde 2014 en un paso a costal, con una cuadrilla de 15 costaleros. El Santo Entierro cambió su trono en 2016 (en fase 1), por uno de estilo renacentista con madera de cedro es portado por 40 horquilleros que visten de traje. En el año 2014 también se incorporó por primera vez la capilla musical como acompañamiento musical de ambas imágenes, que antes eran acompañadas por un tambor en el trono de la Vera Cruz y la banda municipal de música con el Santo Entierro.
El horario e itinerario son los siguientes:
- Salida del Templo: 20:30h
- Carrera Oficial: 23:15h
- Entrada al Templo: 01:00 h.

Iglesia de la Encarnación, Puerta de Granada, calle de Jesús Nazareno, plaza de la Constitución, calle Vélez, Puerta de Vélez, C/ Nueva, callejón del Silencio, avenida de Europa, Avda de Cala, carrera de la Concepción, avenida de Andalucía, CARRERA OFICIAL, plaza Madrid, calle Alcalde Julio Fajardo, paseo del Altillo, calle del Cántaro, calle del Arco del Cine, calle del Alta del Mar, calle Real, plaza de la Constitución, calle de Jesús Nazareno, Puerta de Granada y a su Templo.

## Patrimonio
- Musical

El sábado 6 de marzo la banda municipal de música de Almuñécar estrenó la marcha "Tras el Calvario" de la joven sexitana integrante de la formación musical Pilar Contreras Méndez. Tiene una duración de seis minutos y está dividida en tres partes. La primera es fuerte de metales, que indica la muerte de Jesucristo en el monte del Gólgota; la segunda, indica la tormenta durante su crucifixión y la tercera, un movimiento íntimo, la soledad tras su muerte.
- Paso y trono

El paso de la Santa Vera Cruz fue realizado en madera de pino en 2013 en Los Palacios (Sevilla). Ese mismo año salió a la calle por primera vez, estrenando en Almuñécar el costal. Cuenta con un sistema para bajar o girar la Santa Cruz y poder pasar por calles con determinados obstáculos, como el Arco del Cine, donde es necesario bajar la Cruz para poder atravesarlo. 4 hachones custodian las esquinas con cirios verdes, color tradicional de la Arhicofradía de la Santa Vera Cruz. El exorno floral imita el monte Calvario, compuesto de flores silvestres y zarzas.
El trono de Santo Entierro, que salió a la calle en la Semana Santa de 2016 por primera vez, se encuentra en la tercera fase de realización prevista para 2018, siendo el tallista Manuel Oliva el encargado de este proceso. siguiendo un diseño de Álvaro Abril. Es de estilo renacentista, el único de esta corriente artística de esta localidad. La canastilla contiene 20 capillas que albergarán a los ancianos de la iglesia y, sobre ella, 4 faroles custodian la urna a la que aún se han de añadir en sus esquinas los 4 Jinetes del Apocalipsis, 2 Hipogrifos y el Cordero Pascual.
- Enseres

La Cofradía posee la antigua urna del Santo Entierro, realizada por D. Domingo Sánchez Mesa en 1946; Cruz de Guía arbórea con sus respectivos faroles; Bandera de Penitencia; Evangeliario; Libro de Reglas, 2 estandartes y guion corporativo; enseres y vestimentas del cuerpo de acólitos; Arma Christi; palio de respeto y cruz parroquial y sus 2 ciriales; así como diferentes báculos.